# Harbour Centre (Vancouver)
Harbour Centre ist ein Wolkenkratzer, der sich zentral im Business District des Stadtteils Downtown von Vancouver, British Columbia, Kanada befindet. Das Drehrestaurant auf dem Dach des Bürogebäudes prägt die Skyline der Stadt und macht es insgesamt zum Wahrzeichen. Darüber hinaus gilt als eine der Touristenattraktionen. Von der Plattform aus kann man sich einen Blick über die Millionenmetropole verschaffen. Das Gebäude wurde 1977 fertiggestellt und eröffnet.

## Beschreibung

### Lage
Das Harbour Centre befindet sich in der 555 West Hastings Street. Es befindet sich in Ufernähe und ist sehr gut an den öffentlichen Personennahverkehr angeschlossen. In unmittelbarer Nähe befindet sich die Waterfront Station, einer der wichtigen Umsteige- und Verbindungsknoten mit mehreren Linien der Betreibergesellschaft TransLink.

### Architektur
Das Harbour Centre wurde von den WZMH Architects entworfen. Es verfügt über 28 Etagen, mit der Spitze entspricht es einem Gebäude mit 44 Etagen. Die Gesamthöhe inkl. Mast beträgt 169 m, das Turmbauwerk selbst ragt 138,68 m in die Höhe, das Bürogebäude misst 35,3 × 35,3 m bei 106,40 m Höhe. Die Aussichtsplattform befindet sich in ca. 121,50 Metern Höhe, das Restaurant befindet sich ca. 5 m darüber in ca. 126,50 m. Der größte Durchmesser der Turmkopfes beträgt 38,41 m. Das Gebäude war  bis 2008/2009 das höchste Bauwerk in Vancouver, bis es mit der Fertigstellung von Living Shangri-La mit über 200 Metern abgelöst wurde. Die teilweise verglasten Aufzüge benötigen 40 Sekunden für die Auffahrt und verlaufen außen an der Gebäudefassade.

## Nutzung
Die kanadische Küstenwache von Vancouver (Vancouver Coast Guard) betreibt eine Sende- und Empfangsstation in dem Gebäude. Sie ist für den Schiffsverkehr vor der Küste zuständig. Zu ihren Zuständigkeiten gehören auch die Verkehrsregelungen im nördlichen Teil des Fraser River, Burrard Inlet, Indian Arm, English Bay und Howe Sound.

## Touristenattraktion
Das Drehrestaurant mit der Aussichtsplattform wurde offiziell am 13. August 1977 von dem US-Astronauten Neil Armstrong in einer Zeremonie eröffnet. Neil Armstrong, als erster Mensch auf dem Mond, hinterließ auch seinen Fußabdruck in Beton, der heute auf dem Observationsdeck ausgestellt ist.

## Galerie

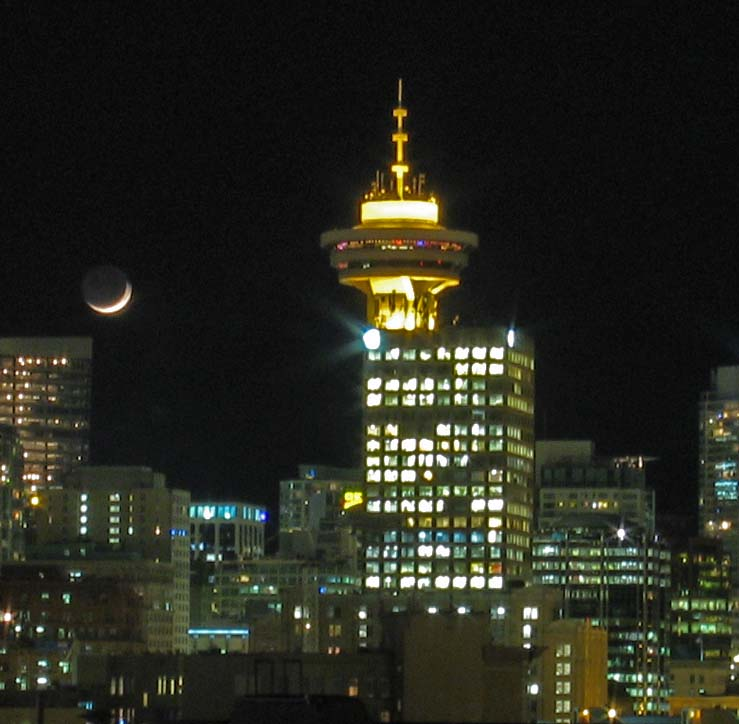
Nachtansicht Harbour Centre.
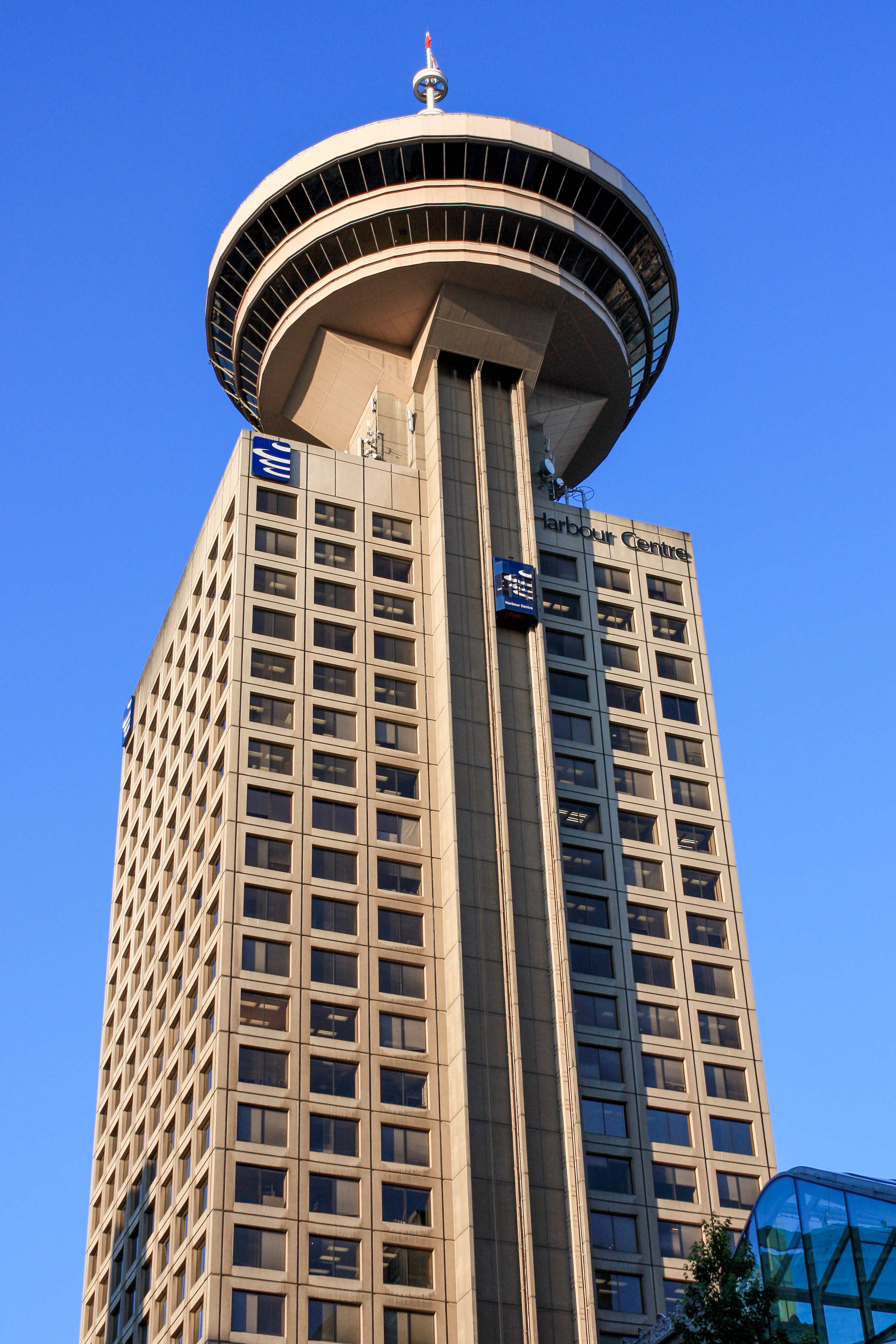
Harbour Centre mit den außen verlaufenden Aufzügen
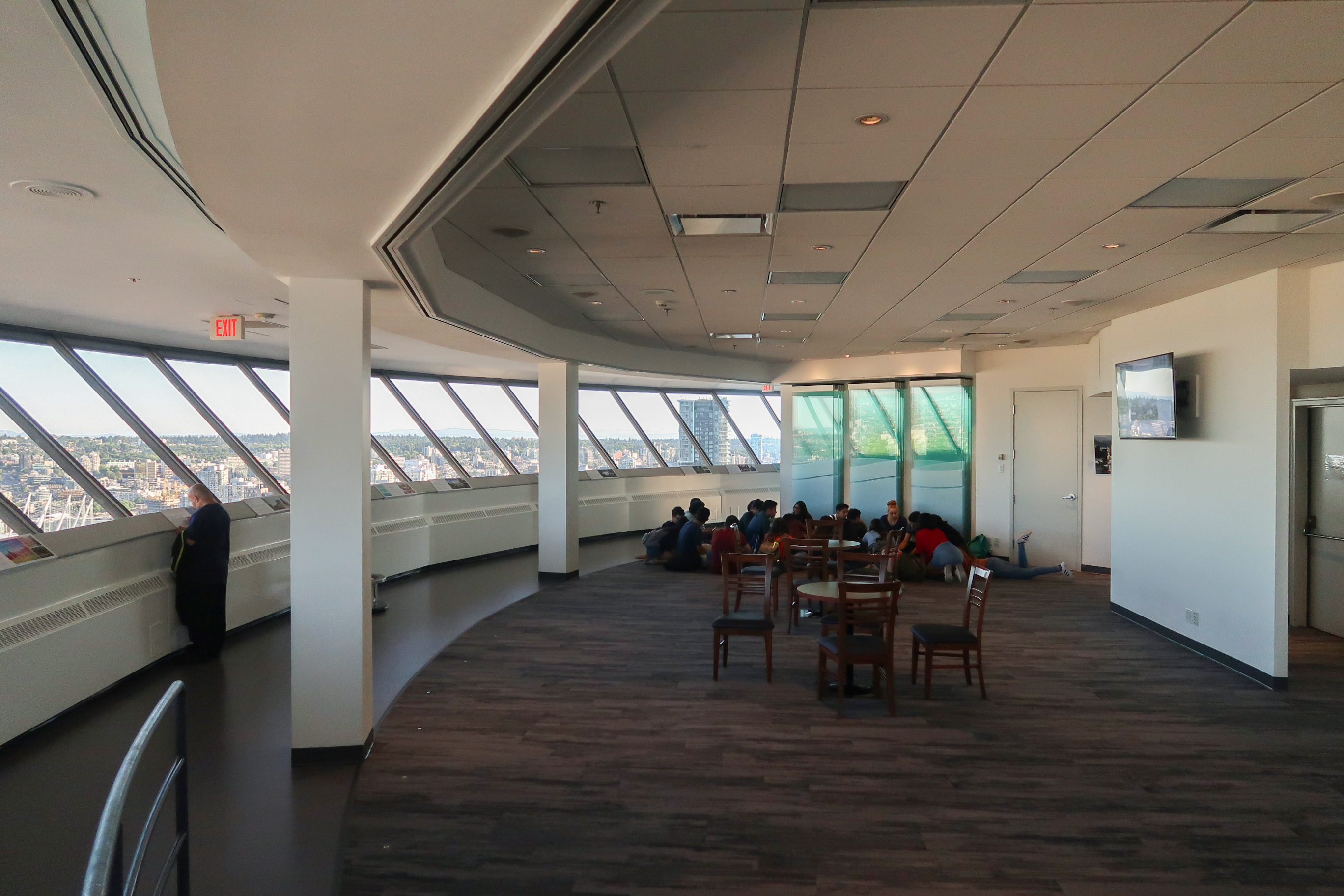
Aussichtsplattform
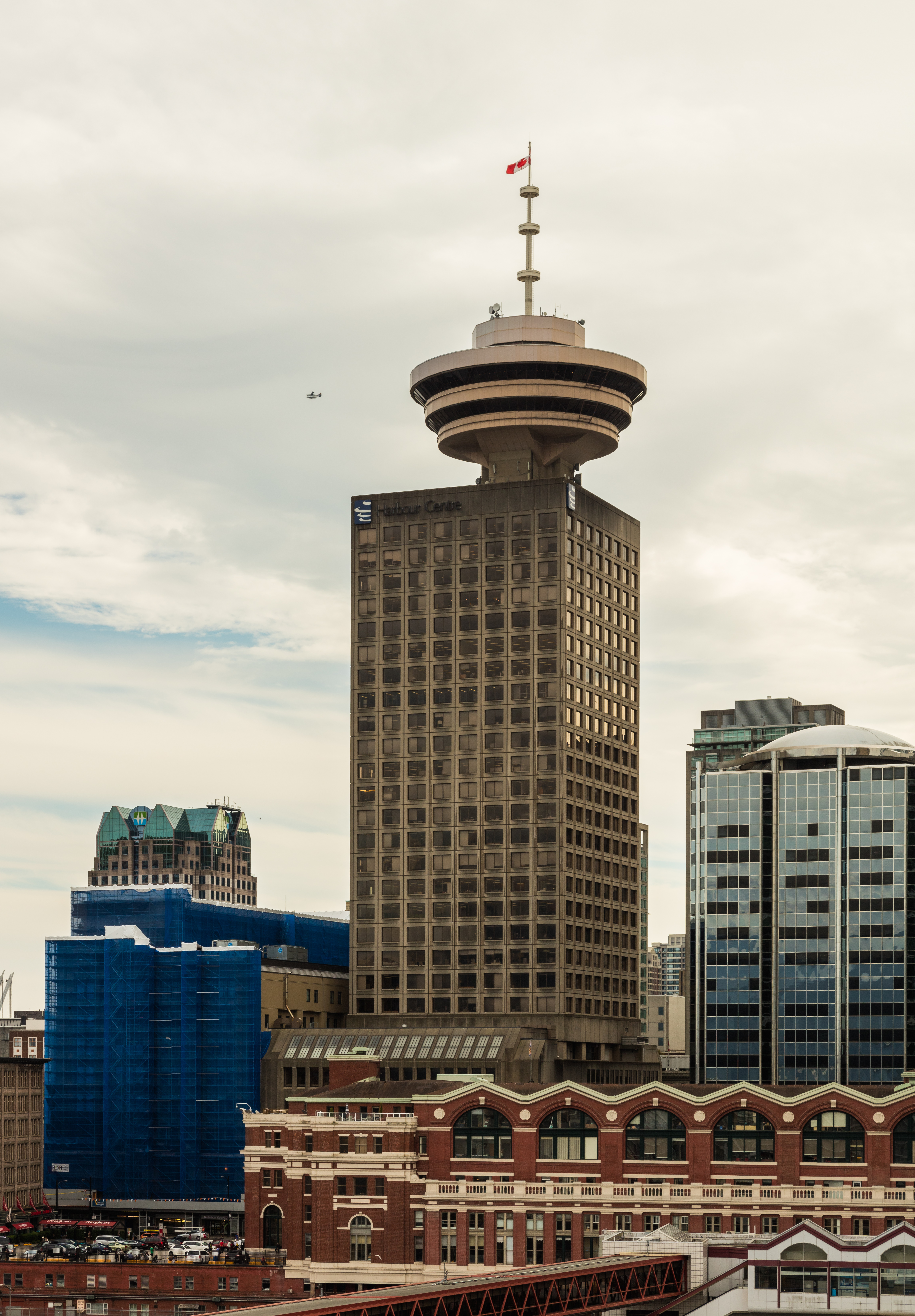
Blick von Burrard Inlet